# Rio Ariège
O Ariège (em catalão e occitano Arièja) é um rio de Andorra e França, afluente pela margem direita do rio Garona, no qual desagua perto de Portet-sur-Garonne (Alto Garona). Nasce a cerca de 2150 m de altitude, no lago de Font-Nègre (em catalão Fontnegra), nos Pirenéus.
Ainda perto da nascente marca a fronteira Andorra-França, passando depois para o departamento de Ariège, que atravessa de sul para norte. Depois entra no Alto Garona. As localidades mais importantes do seu curso são Ax-les-Thermes, Foix e Pamiers. Alcança o seu máximo caudal com a fusão das neves.
Entre as comunas que atravessa encontram-se:
- Departamento de Ariège : Ax-les-Thermes, Les Cabannes, Tarascon-sur-Ariège, Montgaillard, Foix, Varilhes, Pamiers, Saverdun
- Departamento de Haute-Garonne : Cintegabelle, Auterive

O rio serve como base para numerosas atividades de desportos fluviais, como canoagem, rafting, wakeboard, pesca desportiva, hydrospeed e esqui aquático.